# Operation Buster-Jangle
Operation Buster-Jangle war eine Serie von amerikanischen Kernwaffentests, die Ende 1951 auf der Nevada Test Site durchgeführt wurde. Insgesamt fanden sieben Tests statt, sechs davon oberirdisch und einer unterirdisch.
Es war die erste gemeinsame Operation des amerikanischen Verteidigungsministeriums und des Kernwaffenlabors Los Alamos. Dabei fanden zwei Operationen gleichzeitig statt: Die Operation Buster und die Operation Jangle. Insgesamt nahmen 6.500 Soldaten während der Tests an den Gefechtsübungen Desert Rock I, II und III teil.

## Die einzelnen Tests der Buster-Jangle-Serie

### Operation Buster
| Bombe   | Datum / Zeit (GMT)         | Testgelände | Explosionshöhe       | Testart                      | Sprengkraft (vorhergesagte)             | Anmerkungen |
| ------- | -------------------------- | ----------- | -------------------- | ---------------------------- | --------------------------------------- | --- |
| Able    | 22. Oktober 1951 14:00 Uhr | Area 7      | 30 Meter (100 Fuß)   | Turm                         | Fehlzündung (200 Tonnen TNT-Äquivalent) | Fehlzündung, es kam zu einer Kernreaktion, die aber geringer war als die Ladung des konventionellen Sprengstoffs zur Zündung |
| Baker   | 28. Oktober 1951 15:20 Uhr | Area 7      | 340 Meter (1118 Fuß) | Abwurf aus einem B-50 Bomber | 3,5 kT (3–8 kT)                         | |
| Charlie | 30. Oktober 1951 15:00 Uhr | Area 7      | 345 Meter (1132 Fuß) | Abwurf aus einem B-50 Bomber | 14 kT (12–15 kT)                        | |
| Dog     | 1. November 1951 15:30 Uhr | Area 7      | 432 Meter (1417 Fuß) | Abwurf aus einem B-50 Bomber | 21 kT (18–25 kT)                        | Erster „Truppentest“ des amerikanischen Verteidigungsministeriums. 2796 Soldaten beobachten im Rahmen des Manövers „Desert Rock I“ aus knapp 11 Kilometern Entfernung die Explosion. Nach der Detonation rückten 883 Soldaten bis auf 450 Meter an die Abwurfstelle heran. Dog war ein Test der Kernwaffe Mark 4. |
| Easy    | 5. November 1951 16:30 Uhr | Area 7      | 400 Meter (1314 Fuß) | Abwurf aus einem B-45 Bomber | 31 kT (22–35 kT)                        | Easy war der bis dahin stärkste Test auf dem amerikanischen Kontinent. Test eines Prototyps der Bombe Mark-7. |

### Operation Jangle
| Bombe | Datum / Zeit (GMT)          | Testgelände | Explosionshöhe     | Testart              | Sprengkraft (vorhergesagt) | Anmerkungen |
| ----- | --------------------------- | ----------- | ------------------ | -------------------- | -------------------------- | --- |
| Sugar | 19. November 1951 17:00 Uhr | Area 9      | 1 Meter (3,5 Fuß)  | Oberflächenexplosion | 1,2 kT (1,3 kT)            | Erster und einziger Oberflächentest innerhalb der USA; Manöver „Desert Rock II“. Sugar sollte die Wirkung einer Oberflächenexplosion untersuchen: Die Explosion erzeugte einen sechs Meter tiefen Krater mit einem Durchmesser von 27 Metern, insgesamt wurden 1400 Kubikmeter Erde verdampft und durch den Feuerball bis in eine Höhe von 3,5 Kilometern getragen. Der Test erzeugte durch die Bodennähe eine besonders starke Dosisleistung (7500 Röntgen/Stunde [umgerechnet 71,4 Gy/h] am Rande des Kraters), daher wurden spätere Atomtests auf hohen Türmen oder Ballons durchgeführt. |
| Uncle | 29. November 1951 19:59 Uhr | Area 10     | −5 Meter (−17 Fuß) | Unterirdischer Test  | 1,2 kT (1,3 kT)            | Erster unterirdischer Kernwaffentest; Manöver „Desert Rock III“ |

## Galerie

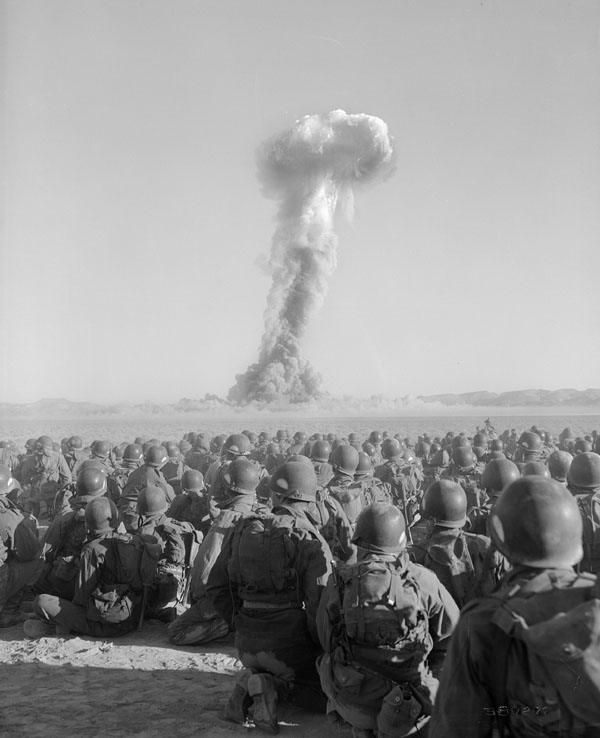
Die Militärübung Desert Rock während des Dog-Testes, Yucca Flats, 1. November 1951
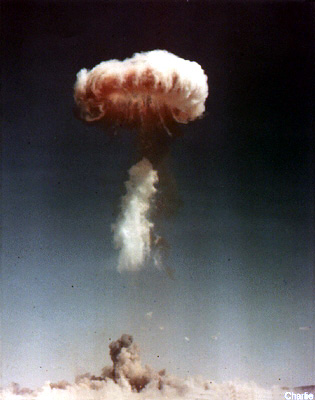
Buster-Jangle Charlie
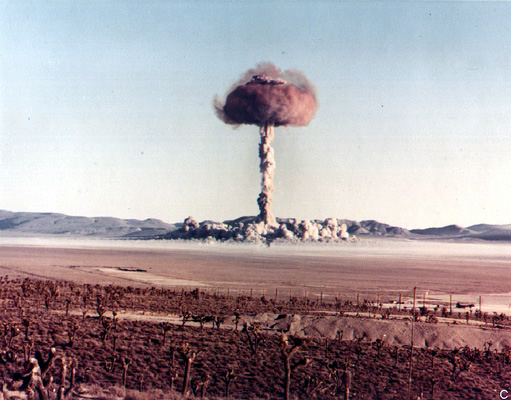
Buster-Jangle Charlie
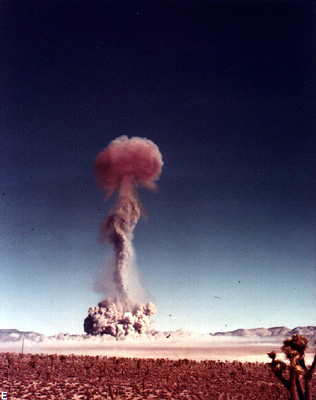
Buster-Jangle Easy
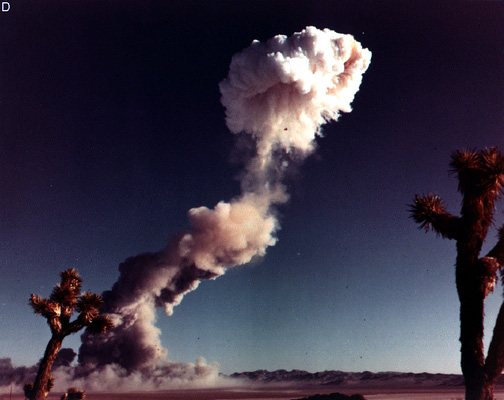
Buster-Jangle Dog
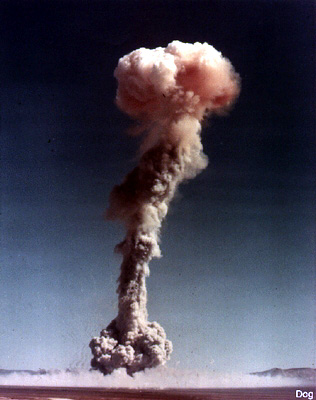
Buster-Jangle Dog
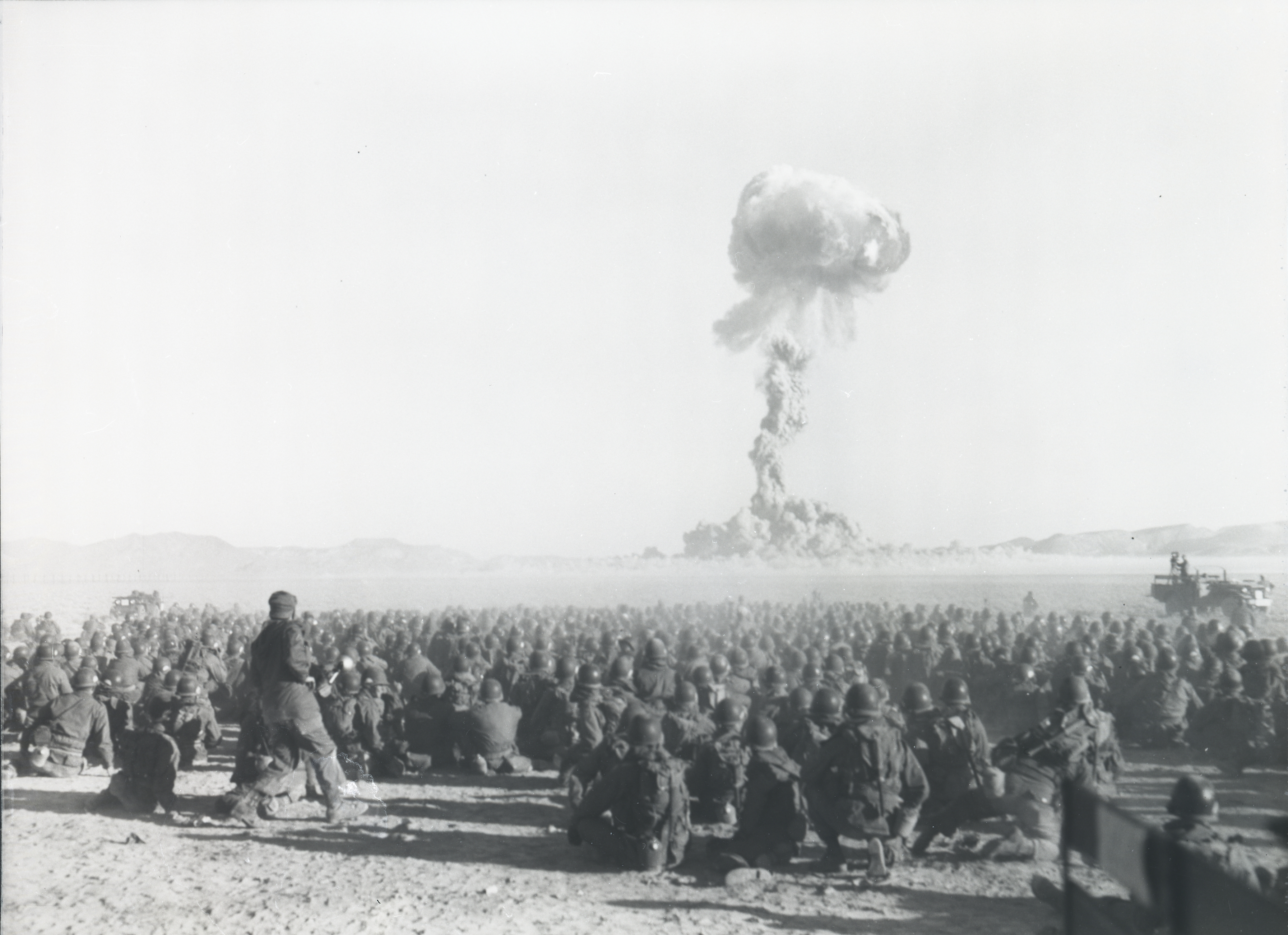
Soldaten beobachten den Kernwaffentest Buster-Jangle Dog während einer Gefechtsübung, November 1951
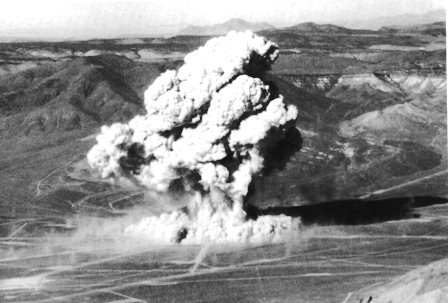
Buster-Jangle Uncle